# فنسنت جيمس ريان
فنسنت جيمس ريان (بالإنجليزية: Vincent James Ryan)‏ هو كاهن كاثوليكي أمريكي، ولد في 1 يوليو 1884 في ويسكونسن في الولايات المتحدة، وتوفي في 10 نوفمبر 1951.